# Guerra Creek
A Guerra Creek (1813-1814), também conhecida como Guerra Red Stick e Guerra Civil Creek, foi um conflito regional entre facções opostas dentro da Nação Creek, impérios europeus e os Estados Unidos, tendo por campo de batalha a maior parte do atual estado do Alabama e uma considerável extensão da Costa do Golfo. Os principais conflitos envolveram embates entre a milícia americana e os creeks Red Sticks. O governo americano se aliou com as Nações Choctaw e Cherokee (inimigos tradicionais dos Creeks), junto ao remanescente dos Creeks para dar fim à rebelião.
De acordo com o historiador John K. Mahon, a Guerra Creek "foi uma guerra civil entre os creeks, entre vermelho e branco, e apontou para a separação entre os creeks e os seminoles." A guerra também foi parte das extensas Guerras Indígenas Americanas. É usualmente aceita como parte da Guerra de 1812, pelo fato de ter sido influenciada pelos rumos da Guerra de Tecumseh, no Território do Noroeste, envolvendo os mesmos participantes do conflito anglo-americano; e pelo fator dos Red Sticks (tradução literal: bastões vermelhos) terem solicitado o apoio britânico e auxiliaram o avanço do Almirante Cochrane rumo a Nova Orleans.
A guerra começou como um conflito entre a Confederação Creek, porém as unidades milicianas locais se viram a ser rapidamente envolvidas. Comerciantes britânicos na Flórida, bem como o governo espanhol auxiliaram os Red Sticks, fornecendo-lhes armas e suprimentos, pois compartilhavam o interesse de barrar a expansão norte-americana sobre suas terras. A guerra teve seu fim com o Tratado de Fort Jackson, em agosto de 1814, no qual o general Andrew Jackson forçou os creeks a cederem em torno de 93.000 km² nas atuais regiões do centro do Alabama e do sul da Geórgia.

## Antecedentes
A militância creek ocorreu como resposta ao aumento da invasão territorial e cultural dos Estados Unidos para dentro de suas terras tradicionais. Porém, o título alternativo dado ao conflito de "Guerra Civil Creek" advém das divisões internas na tribo quanto à matérias de ordem geográfica, político-econômica e cultural. No tempo da guerra, os "Upper Creeks" controlavam os rios Coosa, Tallapoosa e Alabama, que conduziam à Mobile, enquanto os "Lower Creeks" controlavam o rio Chattahoochee, o qual flui para a Baía de Apalachicola. Os "Lower Creeks" possuíam parcerias comerciais com os Estados Unidos e, ao contrário dos "Upper Creeks", adotaram mais de suas práticas culturais.

### Conflito territorial
As províncias da Flórida Oriental e Ocidental, governadas por firmas britânicas e hispânicas tais como a Panton, Leslie, and Company, providenciavam a maior parte do comércio entre europeus e a nação Creek. Pensacola e Mobile, na Flórida Espanhola, controlavam os canais dos rios do território do Mississippi.
Conflitos territoriais entre França, Espanha, Reino Unido e Estados Unidos ao longo da Costa do Golfo - que previamente ajudaram os creeks com a manutenção do controle sobre o grande parte do território do sudeste norte-americano - mudaram-nas dramaticamente em razão das Guerras Napoleônicas; da Rebelião da Flórida Ocidental; e da Guerra de 1812. Isto também tornou o comércio entre os creeks e as respectivas alianças mais tênues.
Nos tratados de Nova York (1790), de Colerain (1796), de Fort Wilkinson (1802), e de Washington (1805), os creeks cederam partes de seus territórios na Geórgia, ao leste do rio Ocmulgee. Em 1804, os Estados Unidos arrogaram a cidade de Mobile, sob o Ato de Mobile. O tratado de 1805 com os creeks também permitiu a criação da Estrada Federal a qual conectava Washington, D.C à mais nova cidade portuária adquirida ─ Nova Orleães, ─ que se estendia parcialmente pelos territórios creeks.
Durante e após a Revolução Americana, os Estados Unidos queriam manter a Linha Índia que foi estabelecida pela Proclamação Real de 1763. 
A Linha Índia criou uma fronteira para os assentamentos coloniais com o intuito de prevenir a intrusão em terras indígenas e ajudou o governo estadunidense a manter o controle sobre o comércio dos nativos. Ainda assim, os comerciantes e colonizadores violavam com frequência os termos dos tratados que estabeleceram a Linha, e os assentamentos fronteiriços pelos colonos foram um dos argumentos americanos para a expansão do seu território.
Estes crescentes arrebatamentos territoriais para o oeste das terras creeks (o que incluía partes da Flórida Espanhola), somado à compra da Louisiana (que nem os ingleses nem os espanhóis reconheceram na época), compeliram os governos britânico e espanhol a estreitarem as aliança existente com os creeks. Em 1810, seguindo a Ocupação de Baton Rouge durante a Rebelião da Flórida Ocidental, os Estados Unidos enviaram uma força expedicionária para ocupar Mobile. Como resultado, Mobile foi conjuntamente ocupada por tropas americanas e espanholas até que o Secretário de Guerra, John Armstrong, ordenasse ao general James Wilkinson a forçar os espanhóis a entregarem o controle da cidade em fevereiro de 1813.
O Exército Patriótico capturou partes da Flórida Oriental entre 1811 ─ 1815. Após a rendição de Fort Charlotte, em abril, a Espanha focou na proteção de Pensacola. Os espanhóis decidiram apoiar os creeks em um ataque aos Estados Unidos e em defesa de sua pátria, mas foram imensamente frustrados por conta de sua posição fraca nas Flóridas e pela falta de suprimentos até mesmo para seu próprio exército.

### Assimilação cultural e revivalismo religioso

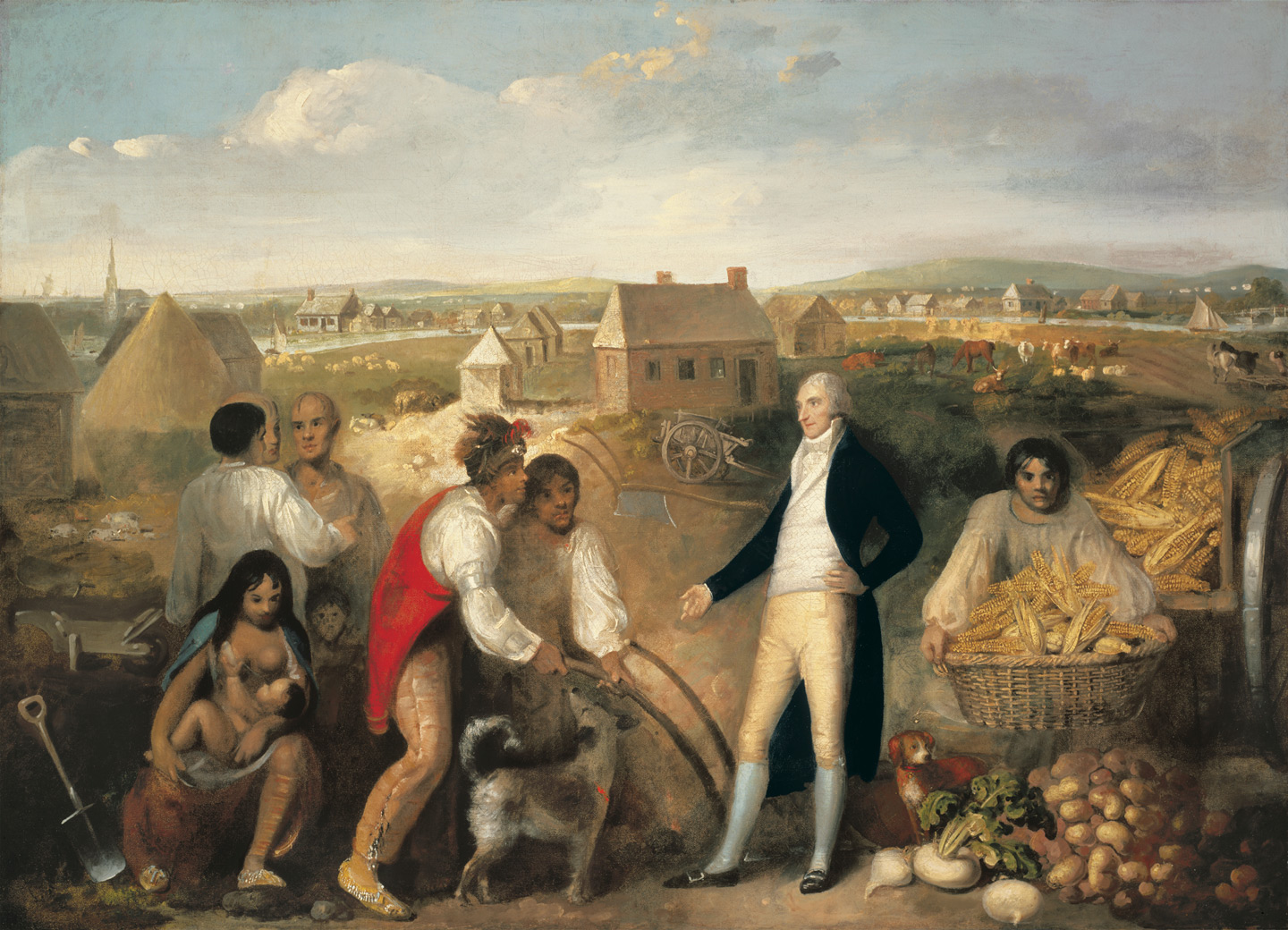
Pintura(1805) deBenjamin Hawkins em sua plantação, instruindo os Muscogee (Creeks) na tecnologia européia.

A fragmentação entre os creeks junto à visões progressistas e nativistas possui raízes que datam de antes do século dezoito, que porém vieram à tona após 1811. A militância Red Stick foi uma reação às crises culturais e econômicas na sociedade creek causadas pela sua ocidentalização. A partir do século dezesseis, os creeks estabeleceram alianças econômicas bem sucedidas com os impérios europeus, porém a drástica queda no preço da pele de veado ente 1783 e 1793 tornou mais difícil o pagamento de débitos, enquanto, ao mesmo tempo, o processo de assimilação fez das mercadorias americanas mais necessárias.
Os Red Sticks, particularmente, resistiram aos programas civilizatórios do Agente Indigenista dos E.U., Benjamin Hawkins, que construíra uma forte aliança entre as aldeias dos Lower Creeks. Alguns do creeks progressistas começaram a adotar os métodos agrícolas americanos à medida que suas caçadas desapareciam, e que mais colonos se assimilavam às tribos e famílias creeks.
Líderes das aldeias Lower Creeks, localizadas onde atualmente se situa oestado da Geórgia, incluíam "Bird Tail King" (Fushatchie Mico), de Cusseta; "Pequeno Príncipe" (Tunstunuggee Hopoi), de Broken Arrow, e William McIntosh (Tunstunuggee Hutkee, 'Cavaleiro Branco'), de Coweta. A maioria dos proeminentes chefes Creeks antes da guerra eram mestiços, tal como William McGillivray e William McIntosh (estes figurando em lados opostos durante o conflito).
Antes da Guerra de 1812, muitos dos políticos norte-americanos viam a remoção como a única alternativa para a assimilação dos nativos na cultura ocidental. Os creeks, por outro lado, misturando sua cultura com a adoção de bens comerciais e termos políticos, não possuíam intenção de abandonar suas terras.
A americanização dos creeks se prevaleceu mais no oeste da Geórgia entre os Lower Creeks do que entre os aldeamentos Upper Creeks, e teve origem em processos internos e externos. A pressão do governo americano e de Benjamin Hawkins em relação à assimilação entrava em contraste com a mais natural mescla cultural que se originava com uma longa tradição de coabitação e apropriação cultural, iniciada com os comerciantes euro-americanos nas terras indígenas.
O líder shawnee, Tecumseh, veio encorajar a população da região a se juntar ao seu movimento para expulsar os americanos dos territórios nativos. Anteriormente, ele uniu as tribos do Noroeste (Ohio e territórios correlatos) para combater os colonos estadunidenses após a Guerra de Independência. Em 1811, Tecumseh e seu irmão Tenskwatawa compareceram ao concílio anual Creek em Tukabatchee. Tecumseh realizou um discurso de uma hora para uma audiência de 5.000 creeks, bem como de uma delegação americana que incluía Hawkins. Embora os americanos declaravam Tecumseh como uma não-ameaça, sua mensagem de resistência às intrusões dos Estados Unidos foi bem recebida entre os creeks e seminoles, especialmente entre os mais conservadores e tradicionais.
A causa de Tecumseh para a mobilização de recrutas foi impulsionada pelo grande cometa de 1811 e pelos terremotos de Nova Madrid, entre 1811 e 1812, ambos tomados como evidência da sobrenaturalidade dos poderes de Tecumseh. O partido pró-guerra se reuniu entorno de profetas que viajaram com Tecumseh e acabaram ficando junto aos creeks, influenciando líderes religiosos recém-convertidos. Peter McQueen de Talisi (atual Tallassee, Alabama); Josiah Francis {Hillis Hadjo (Francis, o Profeta)} de Autaga, uma aldeia Koasati; e "Jim Cabeça-Grande" (Cusseta Tustunnuggee) e Paddy Walsh, ambos Alabamas, estavam entre os líderes espirituais que davam respostas às crescentes preocupações e à mensagem profética. A facção militante se opôs às políticas oficiais do Concílio da Confederação Creek, particularmente no que dizia respeito às relações exteriores com os Estados Unidos. O ascendente partido pró-guerra começou a ser chamado de Red Stick, sendo que na cultura creek, os 'bastões' (sticks) vermelhos simbolizavam a guerra, enquanto os brancos, a paz.

## A guerra

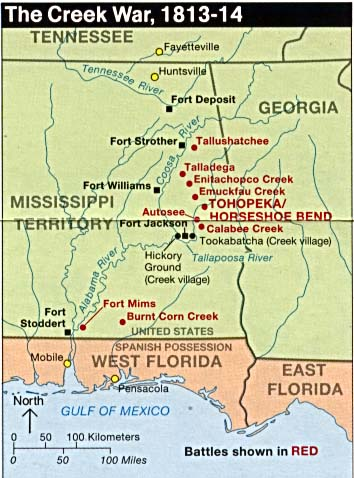
Mapa dos campos de batalha da Guerra Creek

Os creeks que não apoiavam a guerra se tornaram alvos dos profetas e de seus seguidores, e começaram a serem assassinados durante o sono ou queimados vivos. Guerreiros partidários dos profetas também começaram a atacar as propriedades de seus inimigos, queimando plantações e destruindo rebanhos. A primeira grande ofensiva da guerra civil creek foi o ataque à aldeia Upper Creek e sede do concílio, Tuckabatchee, em 22 de julho de 1813.
Na Geórgia, um grupo de creeks amigáveis pró-guerra, sob o comando de William McIntosh, Big Warrior, e Little Prince, atacou 150 guerreiros Uchee que viajavam ao encontro dos Red Sticks no Território do Mississippi. Após essa ofensiva no começo de outubro de 1813, o grupo queimou várias aldeias Red Sticks antes de se retirarem para Coweta.
Embora houvessem alguns limitados ataques aos brancos em 1812 e no início de 1813, o Agente Indigenista Benjamin Hawkins não acreditava que a disruptura na nação Creek ou o aumento das danças de guerra fossem motivo para inquietações. Porém, em fevereiro de 1813, um pequeno grupo de Red Sticks, liderados por Little Warrior (Guerreiro Pequeno), retornava de Detroit quando mataram duas famílias de colonos nas imediações do Rio Ohio. Hawkins exigiu aos creeks que Little Warrior e seus seis companheiros fossem entregues, tal qual regia o procedimento padrão entre as duas nações, à época.
Os primeiros embates entre os Red Sticks e as forças dos Estados Unidos ocorreu em 27 de julho de 1813. Um contingente da milícia territorial interceptou um destacamento de Red Sticks retornando da Flórida Espanhola, onde haviam adquirido armas do governador espanhol em Pensacola. Os Red Sticks escaparam e os soldados pilharam o que encontraram. Vendo o saque dos americanos, os Creeks reagruparam e atacaram os estadunidenses, derrotando-os. A Batalha de Burnt Corn, tal como a peleja ficou conhecida, estendeu a guerra civil à inclusão das forças americanas.
Os chefes Peter McQueen e William Weatherford lideraram um ataque ao Forte Mims, ao norte de Mobile, em 30 de agosto de 1813. O objetivo Red Stick era um ataque aos creeks mestiços do assentamento de Tensaw que se refugiaram no forte. Os guerreiros atacaram o forte e mataram um total de 400 a 500 pessoas, incluindo mulheres, crianças e vários colonos. O ataque ficou conhecido como o Massacre de Fort Mims e se tornou uma causa de união para a milícia americana.
Os Red Sticks subsequentemente atacaram outros fortes na área, incluindo o Fort Sinquefield. O pânico se espalhou entre os colonos ao longo de toda a fronteira sudoeste, e eles requisitaram a intervenção do governo americano. As forças federais estavam ocupadas combatendo os britânicos e as tribos do norte, lideradas pelo chefe shawnee, Tecumseh, no noroeste. Os estados afetados chamaram as milícias para lidarem com as ameaças.
Após a Batalha de Burnt Corn, o Secretário da Guerra, John Armstrong, notificou o General Thomas Pinckney, comandante do 6º Distrito Militar, de que os Estados Unidos estavam preparados para agirem contra a Confederação Creek. Além do mais, se a Espanha desse suporte aos creeks, um assalto a Pensacola poderia acontecer.
O General-Brigadeiro Ferdinand Claiborne, um comandante da milícia no Território do Mississippi, estava preocupado em relação à fraqueza de seu setor na fronteira ao oeste do território Creek, e defendeu escaramuças preventivas. Porém o Major-General do 7º Distrito Militar Thomas Flourney recusou suas solicitações. Ele pretendia levar a cabo uma estratégia defensiva americana. Enquanto isso, os colonos na região buscavam refugio em fortificações.
O legislativo do Tennessee autorizou o governador Willie Blount a organizar 5.000 milicianos para uma missão de três meses. Blount reuniu uma força de 2.500 homens do Oeste do Tennessee, sob o comando do coronel Andrew Jackson com o objetivo de "repelir uma invasão iminente... e proporcionar auxílio e alívio ao Território do Mississippi."  Ele também convocou um contingente de 2.500 homens do Leste do Tennesse, sob o comando do major-general John Alexander Cocke. Jackson e Cocke não se encontraram preparados para agir até o início de outubro.
Além das ações dos estados, o agente Hawkins organizou os aliados Lower Creeks sob o comando do Major William McIntosh, um chefe indígena, para acudir as milícias da Geórgia e do Tennessee nas ações contra os Red Sticks. Pela requisição do Agente Federal Chefe Return J. Meigs (chamado pelos indígenas de 'Águia Branca'[White Eagle] pela cor de seu cabelo), a Nação Cherokee votou por apoiar os americanos em sua luta contra os creeks. Sob o comando do Chefe Major Ridge, 200 Cherokees lutaram com a Milícia do Tennessee sob comando do Coronel Andrew Jackson.
No máximo, as forças Red Sticks consistiam em 4.000 guerreiros, possuindo possivelmente 1.000 mosquetes. Nunca haviam se envolvido em uma guerra em larga escala, nem mesmo contra as tribos vizinhas. No início da guerra, o general Cocke constatou que as flechas "formavam uma parte muito importante das armas inimigas para a guerra, com cada homem possuindo um arco com um feixe de flechas, que é usado desde o primeiro tiro com a arma até um momento de descanso para entregar ofertas." Muitos creeks tentaram permanecer amigáveis aos Estados Unidos porém, após os fatos ocorridos em Fort Mims, poucos euro-americanos os distinguiam entre hostis e amigáveis.
O assentamento de Holy Ground (Econochaca), localizado próximo à junção dos rios Alabama e Coosa, era o coração da Confederação Red Stick. Ficava a cerca de 240 quilômetros do mais próximo ponto de suprimentos disponível a qualquer dos três contingentes americanos. A rota mais fácil para o ataque era pela Geórgia, atravessando os fortes na fronteira e, então, indo ao longo de uma estrada que conduzia às aldeias Upper Creeks próximas à Holy Ground, incluindo a não tão distante Hickory Ground. Outra rota seguia pelo norte, de Mobile seguindo pelo Rio Alabama. Para Jackson, o meio de avanço era o sul do Tennessee, através de um terreno montanhoso intransitável.

### Campanha da Geórgia
Em meados de agosto, o Exército Voluntário da Geórgia e a milícia estadual se mobilizaram em antecipação à guerra com os creeks. As notícias de Fort Mims primeiramente atingiram a Geórgia em 16 de setembro, e foram determinadas como motivos legítimos para dar início à ofensiva militar. Além disso, Benjamin Hawkins escreveu ao brigadeiro-general John Floyd em 30 de setembro que o partido pró-guerra dos creeks "recebera 25 armas de pequeno porte" em Pensacola. A preocupação imediata da divisão era a defesa da Linha Índia que separava o território indígena do americano na região do Rio Ocmulgee.    
A proximidade dos condados de Jasper e Jones às aldeias hostis ensejou a criação de um regimento de milícia voluntária georgiana sob o comando do major-general David Adams. John Floyd foi alçado ao posto de general da principal tropa da Geórgia ─ com um contingente de 2.362 homens ─, em setembro de 1812. O Exército da Geórgia contou com o auxílio dos cherokees e de creeks independentes, bem como de uma numerosa quantia de milicianos. O trabalho designado à Floyd era: avançar para a junção dos rios Coosa e Tallapoosa e se unir com o Exército do Tennessee.
Devido à falha do estado em garantir suprimentos cedo o suficiente no ano, Floyd obteve alguns meses para treinar os homens em Fort Hawkins. Em 24 de novembro, Floyd cruzou o Chattahoochee e ergueu o Fort Mitchell, onde foi reforçado por ~300 a 400 creeks de Coweta, liderados por McIntosh. Com esses aliados e 950 de seus homens, Floyd começo seu avanço em direção à conjuntura dos Rios Coosa e Tallapoosa onde supôs que se encontraria com Jackson. Seu primeiro alvo foi a principal aldeia do Tallapoosa, Autossee, uma fortaleza Red Stick somente a 32km do Rio Coosa. Em 29 de novembro, ele atacou Autossee. As baixas de Floyd foram 11 mortos e 54 feridos. Floyd estimou que ~200 creeks foram mortos. Alcançando a destruição da aldeia, Floyd retornou ao Fort Mitchell.
O segundo avanço das tropas de Floyd rumo ao oeste partiu de Fort Mitchell com uma força de 1.000 milicianos e 400 creeks. Pelo caminho eles reforçaram os fortes Bainbridge e Hull na Estrada Federal. Em 26 de janeiro de 1813, eles armaram acampamento em Callabee Creek próximo ao local da agora abandonada Autossee. Os chefes Red Sticks William Weatherford, Paddy Walsh, High-head Jim, e William McGillivray organizaram uma força combinada de 1.300 guerreiros para barrar o avanço. Esta foi a maior combinação de forças levantadas pelos creeks durante toda a guerra. Em 29 de janeiro, os creeks lançaram um ataque ao acampamento americano ao amanhecer. Após a aurora, as tropas de Floyd repeliram o ataque. O número de baixas entre as forças de Floyd foi de aproximadamente 17 a 22 mortos, e 132 a 147 feridos. Floyd estimou 37 mortes para os Red Sticks, incluindo nelas o chefe High-head Jim. A milícia georgiana recuou ao Fort Mitchell com Floyd, que foi severamente ferido na perna. A Batalha de Calebee Creek foi a última operação de guerra no teatro da Geórgia.

### Milícia do Mississippi
Em outubro, o general Thomas Flournoy organizou uma força de 1.000 homens - consistindo eles: o 3º Regimento de Infantaria dos Estados Unidos; milicianos voluntários e índios choctaws - no Fort Stoddert. O general Claiborne ordenado a assolar a propriedade creek próxima à junção dos rios Alabama e Tombigbee, avançou a partir do Fort St. Stephen. Ele alcançou alguma destruição porém nenhum engajamento militar. Aproximadamente ao mesmo tempo, o capitão Samuel Dale deixou Fort Madinson (próximo à Suggsville) indo em direção ao sul, rumo ao rio Alabama. Em 12 de novembro, um pequeno grupo remou para interceptar uma canoa de guerra. Dale acabou sozinho na canoa, em combate corpo-a-corpo com quatro guerreiros, um embate que se tornou conhecido como o Confronto da Canoa.
Continuando rumo a um ponto ~140 km ao norte de Fort Stoddert, Claiborne erigiu o Fort Claiborne. Em 23 de dezembro, ele encontrou uma pequena força em Holy Ground e queimou 260 casas. William Weatherford foi quase capturado durante essa batalha. As baixas mississippianas foram de um morto e seis feridos. Contudo, trinta soldados creeks foram mortos na batalha. Por causa da escassez de suprimentos, Claiborne se retirou para o Fort St. Stephens.

### Milícias das Carolinas
A brigada das Carolinas do Norte e do Sul, sob o comando do brigadeiro-general Joshep Graham, junto da milícia da Carolina do Sul do coronel Reuben Nash, se estabeleceram nas fronteiras da Geórgia para ocuparem-se quanto aos Red Sticks. O regimento de milícia voluntária do coronel Nash viajou desde a Carolina do Sul no final de janeiro de 1814. A milícia marchou rumo ao começo da Estrada Federal, em Augusta, Geórgia, caminhando para o Fort Benjamin Hawkins (na atual Macon, Geórgia) a caminho de reforçar seus vários fortes, incluindo o Fort Mitchell (atual Phenix City, Alabama). Outras companhias do regimento de Nash atingiram Fort Mitchell em julho de 1814. A brigada de Graham somente participou de pequenas escaramuças antes de retornar às Carolinas.

### Campanha do Tennessee
Embora a missão de Jackson fosse deter os creeks, seu objetivo principal era avançar até Pensacola. O plano de Jackson era mover-se em direção ao sul, construir estradas, destruir as aldeias dos Upper Creeks e, logo em seguida, prosseguir à Mobile para então organizar um ataque à Pensacola, ocupada pelos espanhóis. Entretanto, haviam dois problemas: logística e poucos alistamentos. Quando Jackson iniciou seu avanço, o rio Tennessee estava baixo, dificultando o transporte de suprimentos, e havia pouca forragem para os cavalos.
Em 10 de outubro, Jackson, junto com 2.500 homens, partiu em expedição e erigiu o Fort Strother como uma base de suprimentos. Em 3 de novembro, seu principal oficial de cavalaria, o brigadeiro-general John Coffee, derrotou um grupo de Red Sticks na Batalha de Tallushatchee. Foi uma batalha brutal, e vários creeks, incluindo algumas mulheres e crianças, foram mortas. Após isso, Jackson recebeu um pedido de ajuda de 150 Creeks aliados sitiados por 700 guerreiros Red Sticks. Jackson marchou com sua tropas para aliviar o cerco, e conquistou outra vitória decisiva na Batalha de Talladega, em 9 de novembro.

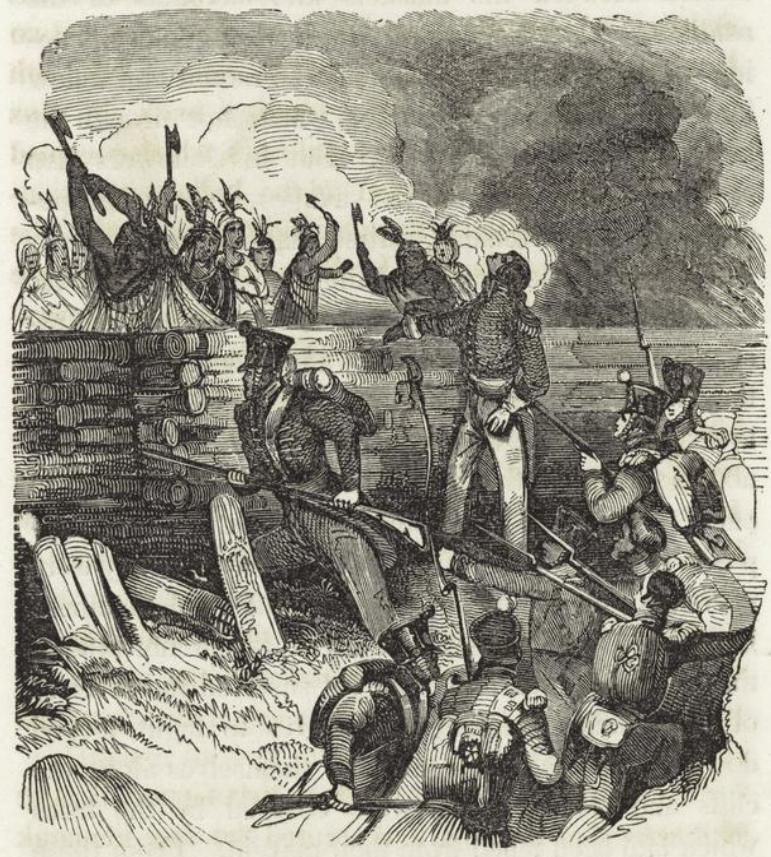
Tropas americanas assaltam o parapeito de Horseshoe Bend

Entretanto, após o sucesso em Talladega, Jackson se viu afetado pela falta de suprimentos e problemas de disciplina decorrentes do alistamento de curto prazo de seus subordinados. John Alexander Cocke, com a Milícia do Tennessee Oriental, entrou em campo em 12 de outubro. Sua rota de marcha foi de Knoxville a Chattanooga e, logo mais, ao longo do Rio Coosa, em direção ao Fort Strother. Devido à rivalidade entre as milícias do Tennessee Oriental e Ocidental, Cocke não tinha nenhuma pressa em se juntar a Jackson, particularmente pelo fato de tê-lo aborrecido ao atacar acidentalmente uma vila amigável em 17 de novembro. Quando ele finalmente atingiu o Fort Strother, em 12 de dezembro, aos homens do Tennesse Oriental só restavam dez dias de alistamento. Jackson não teve outra opção senão dispensá-los. Ao fim de 1813, Jackson estava reduzido a um único regimento, cujos alistamentos deveriam expirar em meados de janeiro.
Apesar do governador Blount ter requisitado um novo levante de tropas, em torno de 2.500 homens, Jackson não estaria em plenas condições até o final de fevereiro. Quando um reforço de 900 recrutas inexperientes chegou, inesperadamente, em 14 de janeiro, Jackson estava reduzido a um quadro de 103 homens e Coffee, que fora "abandonado por seus homens."
Como os novos soldados possuíam um contrato de alistamento de somente sessenta dias, Jackson decidiu tirar o máximo de sua força inexperiente. Ele partiu de Fort Strother em 17 de janeiro e marchou em direção à vila de Emuckfaw para cooperar com a milícia georgiana. Entretanto, tratou-se uma decisão arriscada: era uma longa marcha por um terreno de difícil ultrapassagem contra uma força numericamente superior; os homens eram inexperientes indisciplinados e insubordinados; e uma derrota poderia prologar a guerra. Após duas batalhas indecisivas em Emuckfaw e Enotachopo Creek, Jackson retornou ao Fort Strother e não retomou a ofensiva até meados de março.
A chegada da 39ª Infantaria dos Estados Unidos em 6 de fevereiro de 1814, providenciou a Jackson um âmago disciplinado para sua força, que ao fim cresceu para um número de aproximadamente 5.000 homens. Após o governador Blount ordenar o segundo recrutamento da milícia do Tennessee, Cocke, com uma força de 2.000 homens alistados à seis meses, marchou novamente de Knoxville à Fort Strother. As tropas de Cocke se amotinaram ao saber que os homens de Jackson possuíam somente três meses de alistamento. Cocke tentou pacificar seus homens, mas Jackson interpretou mal a situação e ordenou a prisão de Cocke como instigador. Cocke foi posteriormente inocentado.
Jackson passou o mês seguinte construindo estradas e treinando suas forças. Em meados de março, suas forças se moveram contra um destacamento concentrado dos Red Sticks no Tallapoosa em Tohopeka (Horseshoe Bend). Primeiramente, ele foi ao sul seguindo o Rio Coosa, até metade da distância para a posição Creek, e estabeleceu um novo posto avançado em Fort Williams. Deixando outra guarnição lá, seguiu para Tohopeka com um destacamento de 3.000 homens treinados aumentado por 600 aliados creeks e cherokees. A Batalha de Horseshoe Bend, que aconteceu em 27 de março, foi uma vitória decisiva para Jackson, dando fim efetivamente á resistência Red Stick.

## Consequências

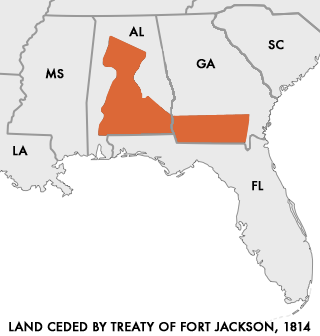
Território cedido pelos Creeks em 1814 sob o [https://www.firstpeople.us/FP-Html-Treaties/TreatyWithTheCreeks1814.html Tratado de Fort Jackson

Em 9 de agosto de 1914, Andrew Jackson forçou os chefes de ambas as facções, Upper e Lower Creeks, a assinarem o Tratado de Fort Jackson. Em despeito ao protesto dos chefes que lutaram ao lado de Jackson, os Creeks cederam 21.086.793 acres de terra (85.335 km²)  - aproximadamente metade do atual estado do Alabama e parte do sul da Geórgia - ao governo estadunidense. Mesmo que o conflito fosse, principalmente, uma guerra civil entre os creeks, nenhuma diferença foi reconhecida entre os aliados e os inimigos, tendo Jackson tomado a terra de ambos por aquilo que considerou como necessidades à segurança dos Estados Unidos.
Jackson também forçou os creeks a cederem 1,9 milhões de acres (7.700 km²) que eram clamados como campos de caça pelos cherokees, os quais também foram aliados americanos no decurso da guerra.
Com os Red Sticks subjulgados, Jackson voltou suas atenções à Costa do Golfo, no que diz respeito à Guerra de 1812. Por sua própria iniciativa, ele invadiu a Flórida Espanhola e expulsou as forças britânicas de Pensacola. Ele derrotou as forças britânicas na Batalha de Nova Orleães em 8 de janeiro de 1815. Em 1818, Jackson invadiu novamente a Flórida, para onde alguns líderes Red Sticks haviam fugido, no evento conhecido como Primeira Guerra Seminole.
Como resultado dessas vitórias, Jackson se tornou uma figura nacional e, por fim, foi eleito o sétimo Presidente dos Estados Unidos, em 1829. Como presidente, Jackson defendeu o Ato de Remoção Indígena, aprovado pelo congresso em 1830, que autorizou a negociação de tratados para a troca de terras e o pagamento de anuidades, e a remoção forçada das tribos do Sudeste para o prescrito Território Indígena, ao oeste do Rio Mississippi, ação de limpeza étnica agora conhecida como Trilha das Lágrimas.

## Leituras adicionais
- Richard D. Blackmon. The Creek War, 1813-1814. Washington, D.C.: Center of Military History, United States Army, 2014.
- Mike Bunn and Clay Williams. Battle for the Southern Frontier: The Creek War and the War of 1812. The History Press, 2008.
- Kathryn E. Holland Braund. Deerskins and Duffels: The Creek Indian Trade with Anglo-America, 1685–1815. University of Nebraska Press, 2006.
- Benjamin W. Griffith Jr. McIntosh and Weatherford: Creek Indian Leaders. University of Alabama Press, 1998.
- Angela Pulley Hudson. Creek Paths and Federal Roads: Indians, Settlers, and Slaves and the Making of the American South. University of North Carolina Press, 2010.
- Roger L. Nichols. Warrior Nations: The United States and Indian Peoples. Norman, Oklahoma: University of Oklahoma Press, 2013.
- Frank L. Owsley Jr. Struggle for the Gulf Borderlands: The Creek War and the Battle of New Orleans, 1812–1815. University of Alabama Press, 2000.
- Claudio Saunt. A New Order of Things: Property, Power, and the Transformation of the Creek Indians, 1733–1816. Cambridge University Press, 1999.
- Gregory A. Waselkov. A Conquering Spirit: Fort Mims and the Redstick War of 1813–1814. University of Alabama Press, 2006.
- J. Leitch Wright Jr. Creeks and Seminoles: The Destruction and Regeneration of the Muscogulge People. University of Nebraska Press, 1990.